# 夜の牙
「夜の牙」は、1958年1月15日に公開された日活映画。
石原裕次郎が主演した「サスペンス映画」である。ただし配役序列は月丘夢路(井上梅次監督夫人)がトップになっている。

## あらすじ
銀座に近いガード下で診療所を開いている杉浦健吉(石原裕次郎)はチンピラ達をカタギになる事を条件に無料で治療していた。ある日健吉を兄貴と慕う掏摸の三太(岡田真澄)が足を洗って俳優になる為、オーディションを受ける時に必要な前科のない戸籍を健吉に貸して欲しいと頼む。仕方なく区役所に戸籍を取りに行くと何と健吉は死亡した事になっていた。届出人は行方知れずの弟・忠夫なので健吉は可愛がっている掏摸のお銀(浅丘ルリ子)と三太、恋人の看護師朱美(白木マリ)の協力を得て弟を探し出す事にした。健吉の死亡診断書を書いた医師(浜村純)によると死因は轢死で遺体は激しく損傷していたと言う。遺体を運んで来たのは4人の男と言う事もわかった。手がかりを求め伊豆の菩提寺を訪ねるとそこには健吉の墓が立っており謎めいた女(月丘夢路)が墓参りをしていた。卓然和尚(森川信)は死んだ筈の健吉がやって来たので狐につままれたようだと話し埋葬しに来た忠夫は健吉そっくりだったと証言する。さらに健吉の父親が亡くなり莫大な遺産を残した事を知るに及び弟は遺産相続を巡るトラブルに巻き込まれたのではないかと言う疑念がわく。調査を進めるうちに遺体を運んだ4人のうち3人を特定する。杉浦の実家を管理する加納執事(西村晃)、顧問弁護士の赤沼(安部徹)、キャバレー支配人の土井(小林重四郎)である。もう一人が親分格の黒ずくめの男で土曜日になると土井のキャバレー「カサブランカ」に姿を現すと言う。そして「カサブランカ」の元ホステスで何かをきっかけに発狂してしまったトキ(南寿美子)が忠夫の恋人だった事が分かる。一方、黒ずくめの男が自分を口封じの為に消すのではないかと恐怖に怯えた加納は健吉に全てを話し助けを求めようとして殺されてしまう。鍵を握っているのは謎の女真理。健吉は真相を解明する為、真理に接近を試みる。真理は一体何者なのか？黒ずくめの男は弟なのか？荒木刑事(安井昌二)率いる警察が動き出す中、事件は意外な展開を迎える。

## スタッフ
- 企画：児井英生
- 監督：井上梅次
- 脚本：井上梅次、渡辺剣次
- 撮影：岩佐一泉
- 音楽：大森盛太郎
- 美術：中村公彦
- 録音：福島信雅
- 編集：辻井正則
- 照明：藤林甲
- 助監督：前田満州夫
- 制作主任：森山幸晴
- スクリプター：新関良子
- 現像：東洋現像所

## キャスト
- 花岡真理：月丘夢路
- 杉浦健吉：石原裕次郎
- 掏摸のお銀：浅丘ルリ子
- 甲野朱美：白木マリ
- 掏摸の三太：岡田真澄
- 荒木警部補：安井昌二
- 土井耕三(カサブランカの支配人)：小林重四郎
- 卓然和尚：森川信
- 加納執事：西村晃
- 気狂娘トキ：南寿美子
- 区役所の課長：内海突破
- 赤沼弁護士：安部徹
- 法務局係長：山田禅二
- 湯本博士：弘松三郎
- 立松医師：浜村純
- 区役所の係長：山田周平
- 兼松(自動車の男)：三島謙
- 区役所戸籍係：青木富夫
- 土井の乾分：深江章喜
- 土井の乾分：峰三平
- 土井の乾分：榎木兵衛
- 土井の乾分の仲間：柳瀬志郎
- トキの母・民枝：原恵子